# King Creole (альбом)
King Creole (с англ. — «Король Креол») — альбом американского певца Элвиса Пресли, являющийся саундтреком к одноимённому фильму. Альбом занял 2-е место в американском хит-параде.
Грампластинка вышла в монофоническом звучании (хотя запись осуществлялась на двухканальной аппаратуре) и была, согласно практике того времени, продублирована двумя одноимёнными мини-альбомами, содержащими по четыре песни. В 2007 году вышло расширенное издание, в которое дополнительно включены разные дубли песен альбома.

## Список композиций

### Оригинальная версия (1958)
1. King Creole
2. As Long As I Have You
3. Hard Headed Woman
4. Trouble
5. Dixieland Rock
6. Don’t Ask Me Why
7. Lover Doll
8. Crawfish
9. Young Dreams
10. Steadfast Loyal and True
11. New Orleans

Форматы: грампластинка, компакт-диск, аудиокассета

### Расширенная версия (2007)
1. King Creole
2. As Long As I Have You
3. Hard Headed Woman
4. Trouble
5. Dixieland Rock
6. Don’t Ask Me Why
7. Lover Doll
8. Crawfish
9. Young Dreams
10. Steadfast Loyal and True
11. New Orleans
12. King Creole [Alternate Take 18] [*]
13. As Long as I Have You [Movie Version, Take 40] [*]
14. Danny [*]
15. Lover Doll [Undubbed] [*]
16. Steadfast, Loyal and True [Alternate Master] [*]
17. As Long as I Have You [Movie Version, Take 8] [*]
18. King Creole [Alternate Take 3] [*]

Формат: компакт-диск

## Альбомные синглы
- «Hard Headed Woman / Don’t Ask Me Why» (1958)
- (в Великобритании) «King Creole» (1958)